# Edmond About
Edmond About   (Dieuze, 14 de febrer de 1828 - rue de Douai, 16 de gener de 1885) va ser un escriptor, dramaturg, membre de l'Acadèmia francesa, crític d'art i periodista anticlerical francès.

## Vida
Fill d'un petit comerciant, anomenat Michel About, que morí quan Edmond només tenia 6 anys; i de Sophie Hans. Va tenir un total de 6 germans. Els seus estudis es van realitzar en primer lloc en un petit seminari de Dieuze (del que va ser expulsat) i més tard al Liceu Carlemany.